# Ga Bệnh viện Đại học quốc lập Đài Loan
Ga Bệnh viện Đại học quốc lập Đài Loan (tiếng Trung: 台大醫院站; Hán-Việt: Đài Đại Y Viện trạm, tiếng Anh: NTU Hospital Station) là một ga tàu điện ngầm (đường sắt đô thị) thuộc tuyến Đạm Thủy-Tín Nghĩa (R, màu đỏ) của hệ thống đường sắt đô thị Đài Bắc, Đài Loan. Ga này nằm gần bệnh viện Đại học quốc lập Đài Loan, gọi tắt là y viện Đài Đại.

## Tổng quan

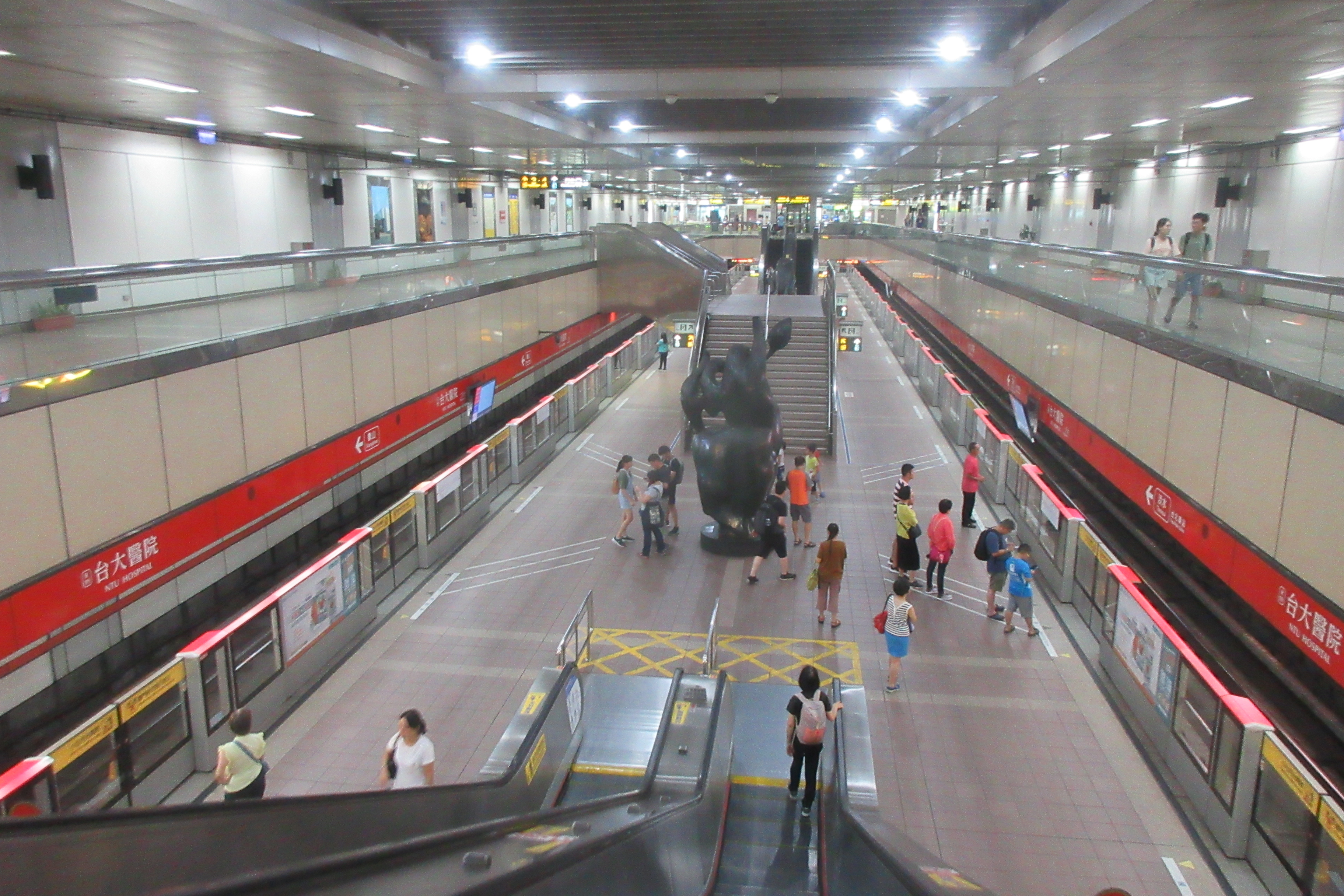
Sân ga

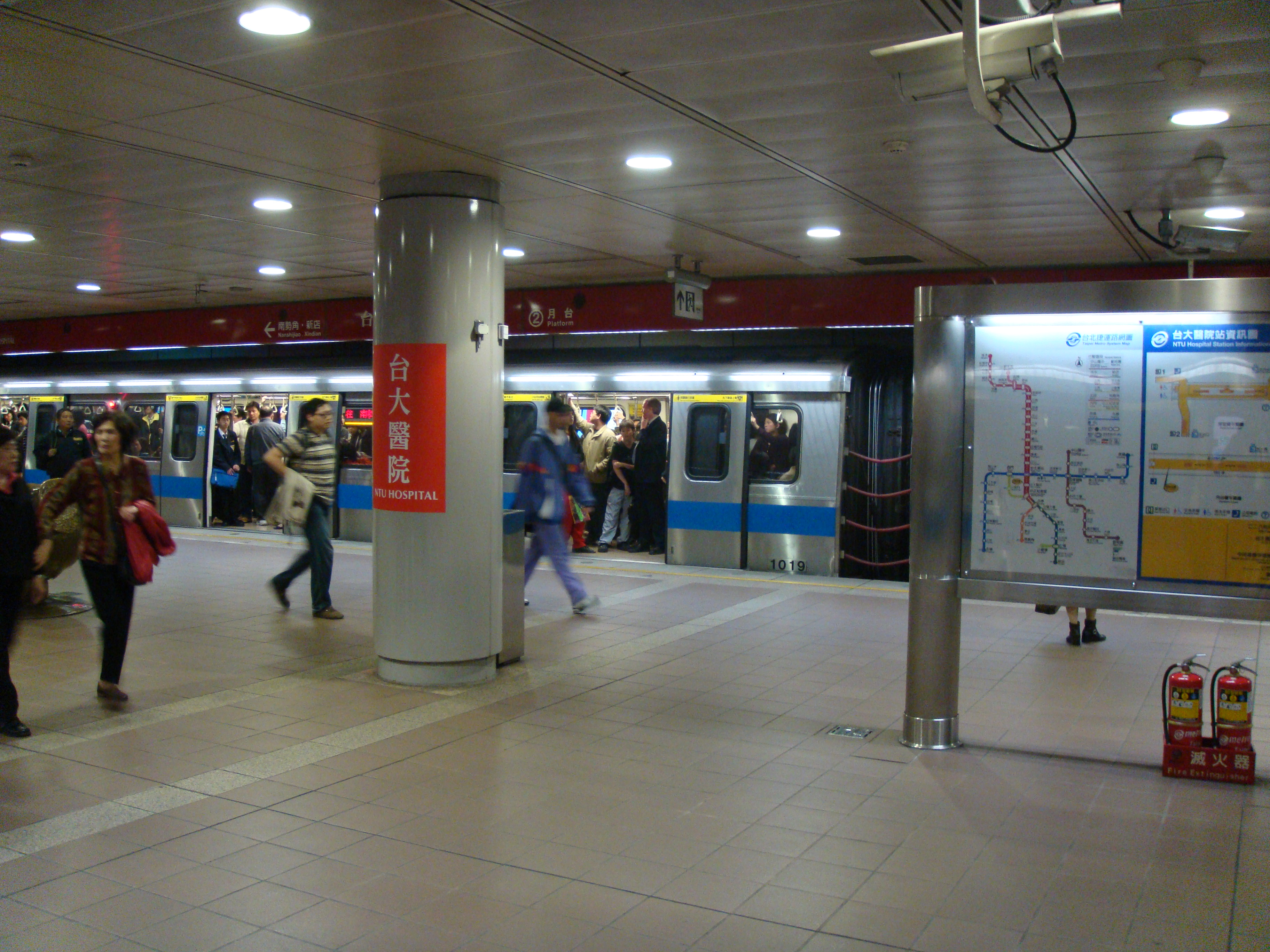
Cận cảnh sân ga

Đây là một ga ngầm, gồm hai tầng sâu, có một sân ga kiểu đảo và bốn lối ra; hai trong số các lối ra này có lắp thang máy. Ga được đặt theo tên của bệnh viện Đại học quốc lập Đài Loan, tức y viện Đài Đại, nằm gần đó. Ga có các lối ra dẫn đến viện bảo tàng Quốc gia Đài Loan và công viên Tưởng niệm Hòa bình 228.

### Nghệ thuật công cộng
Trên sân ga có một số tác phẩm nghệ thuật công cộng, nhan đề là "Những bàn tay", bao gồm "Bàn tay nâng bông sen", "Bàn tay tràn trề tình cảm cầm bông sen", và "Công viên nhỏ". Các tác phẩm điêu khắc này bằng đồng điếu và/hoặc đá hoa cương, thể hiện thông điệp rằng con người có thể biểu đạt tình cảm thông qua cử chỉ của bàn tay.

### Lịch sử
Ga này mở cửa đón hành khách từ ngày 24 tháng 12 năm 1998. Ngày 10 tháng 10 năm 2004, sau vụ đánh bom xe lửa Madrid ở Tây Ban Nha, một người đàn ông đã đến đặt bom tại ga Bệnh viện Đại học quốc lập Đài Loan nhưng người ta không ghi nhận thương vong trong vụ này.

## Bố trí nhà ga
| Mặt đường | Lối vào/Lối ra                      | Lối vào/Lối ra                                                                                          |
| B1        | Sảnh chính                          | Lối đi, quầy thông tin, máy bán vé tự động, cổng soát vé một chiều                                      |
| B1        | Sảnh chính                          | Nhà vệ sinh (nằm ở mặt nam phía ngoài khu thu vé, gần lối ra số 1)                                      |
| B2        | Sân ga số 1                         | ← Tuyến Đạm Thủy-Tín Nghĩa hướng về ga Đạm Thủy / ga Bắc Đầu (R10 Ga Đài Bắc)                           |
| B2        | Sân ga kiểu đảo, cửa mở ở hông trái | |
| B2        | Sân ga số 2                         | → Tuyến Đạm Thủy-Tín Nghĩa hướng về ga Tượng Sơn / ga Đại An (R08 Ga Đài Tưởng niệm Tưởng Giới Thạch) → |

## Thời gian hoạt động
Chuyến đầu tiên và cuối cùng hằng ngày:
| Điểm đến                   | Chuyến đầu tiên            | Chuyến đầu tiên             | Chuyến cuối cùng           |
| Điểm đến                   | Thứ 2 − Thứ 6              | Thứ 7 − Chủ Nhật và ngày lễ | Hằng ngày                  |
| - Tuyến Đạm Thủy-Tín Nghĩa | - Tuyến Đạm Thủy-Tín Nghĩa | - Tuyến Đạm Thủy-Tín Nghĩa  | - Tuyến Đạm Thủy-Tín Nghĩa |
| -------------------------- | -------------------------- | --------------------------- | -------------------------- |
| R28 Đạm Thủy               | 06:08                      | 06:08                       | 00:33                      |
| R02 Tượng Sơn              | 06:01                      | 06:01                       | 00:43                      |

## Xung quanh nhà ga
- Viện bảo tàng Nhân văn Y học